# Formes diferencials tancades i exactes
A l'entorn del càlcul vectorial i dins la topologia diferencial, els conceptes de  forma tancada  i  forma exacta  són definits per les formes diferencials, per les equacions
 d  α = 0
perquè una forma donada α sigui una forma tancada, i
Α =  d  β
per a una forma exacta, amb α donada i β desconeguda.
Com  d  ² = 0, ser exacta és condició suficient de ser tancada. En termes abstractes, l'interès principal d'aquest parell de definicions és de preguntar si aquesta és també una condició  necessària  és una manera de detectar la informació topològica per condicions diferencials. No té cap sentit real preguntar si una 0-forma és exacta, ja que  d  augmenta el grau en 1.
Els casos de formes diferencials en  R  ² i  R  ³ eren ja ben conegudes a la física matemàtica del segle xix. En el pla, 0-formes són simplement funcions, i les 2-formes són funcions per l'element d'àrea bàsica  dx.dy , de manera que són les 1-formes
Α =  f  ( x ,  i )  dx + g  ( x ,  i )  di 
les que són d'interès real. La fórmula per a la derivada exterior  d  és
 d  α = ( f    i   -  g    x  )  dx .  di 
on els subíndexs denoten derivades parcials per tant la condició perquè α sigui  tancada  és
 f    i   =  g    x  .
En aquest cas si  h  ( x ,  i ) és una funció llavors
 dh  =  h    x    dx + h    i    di .
La implicació de 'exacta' a 'tancada' és llavors una conseqüència de la simetria de les segones derivades, pel que fa a  x  i  i .
El resultat topològic fonamental aquí és el  lema de Poincaré . Estableix que per a un subconjunt obert contractista de  X , qualsevol  p -forma diferenciable definida en  X  que sigui tancada, és també exacta, per a qualsevol nombre enter  p > 0 (això té contingut només quan  p  és a màxim  n ).
Això no és veritat per a un anell obert en el pla, per a algunes 1-formes que no s'estenen suaument al disc sencer, de manera que una certa condició topològica és necessària.
En termes de la cohomologia de De Rham, el lema diu que els conjunts contractives tenen els grups de cohomología d'un punt (considerant que els 0-formes constants són tancades però vacu no són exactes).